# Footwork Arrows
La Footwork Arrows è stata una scuderia britannica di Formula 1 attiva nella prima metà degli anni novanta. 
Nel 1990 Wataru Ohashi, imprenditore giapponese e presidente della compagnia giapponese di logistica Footwork Express Co. Ltd, iniziò ad investire ingenti somme di denaro nel team Arrows; l'accordo con la scuderia inglese prevedeva che le monoposto portassero il logo "Footwork" in bella vista. La squadra fu ufficialmente ribattezzata Footwork nel 1991, e fu stipulato un accordo con la Porsche per la fornitura dei motori. I risultati furono inferiori alle aspettative; dopo solo 6 gare il team abbandonò il motore Porsche e passò al Ford Cosworth DFR curato dalla Hart. 
Nel 1992 la scuderia passò ai propulsori Mugen. Il team mantenne il nome Footwork fino al ritiro di Ohashi, avvenuto alla vigilia del campionato del 1996, durante il quale si tornò alla vecchia denominazione. Jackie Oliver, il fondatore del team Arrows, mantenne comunque il controllo operativo della squadra per l'intero periodo.

## Storia

### 1991
Nel 1991 il team cominciò la stagione con la A11C, monoposto derivata dalla vecchia Arrows A11 ed il nuovo motore V12 della Porsche, denominato 3512. Dopo il disastroso Gran Premio del Brasile, in cui né Michele Alboreto né Alex Caffi riuscirono a qualificarsi, ci fu un rimpasto interno alla scuderia che portò Alan Rees a ricoprire la carica di direttore finanziario e John Wickham quella di team manager. La nuova FA12 (di cui venne proposta anche un'altra versione durante l'anno, ribattezzata FA12C) comparve nei test ad Imola ma venne distrutta in incidente alla curva del Tamburello, causato dalla rottura di una sospensione. Alboreto in quell'occasione riportò la frattura di un piede. Caffi danneggiò il secondo esemplare della nuova monoposto a Monaco e a causa delle ferite subite in un incidente stradale fu sostituito da Stefan Johansson per quattro gare.
A giugno il team decise di sostituire l'insoddisfacente propulsore Porsche con il Ford Cosworth DFR preparato dalla Hart. Non essendo riuscita a conquistare punti, nella seconda parte della stagione la squadra fu costretta a partecipare alle prequalifiche e riuscì raramente a qualificarsi. Nonostante i problemi, il team inaugurò una galleria del vento a Milton Keynes.

### 1992
Nel 1992 Aguri Suzuki prese il posto di Caffi, portando la fornitura dei Mugen MF351H V10. La FA13, progettata anch'essa come le precedenti da Alan Jenkins, era una vettura abbastanza convenzionale e dalle prestazioni discrete, che consentì ad Alboreto di raccogliere 6 punti e alla scuderia di guadagnare il settimo posto nel mondiale costruttori, a pari punti con la Ligier. Quella del '92 fu così la stagione migliore della breve storia della Footwork Arrows.

### 1993
Nel 1993 Alboreto fu sostituito dal britannico Derek Warwick; vennero invece confermati Suzuki, i motori Mugen e la FA13, che venne leggermente modificata e fu ribattezzata FA13B. Nonostante l'arrivo di una nuova monoposto durante il campionato, denominata FA14, il 1993 fu un anno deludente. Alla fine della stagione Ohashi ritirò la sua sponsorizzazione e così il team perse la fornitura dei motori giapponesi. La Footwork dovette tornare ai Ford V8 per la stagione successiva.

### 1994

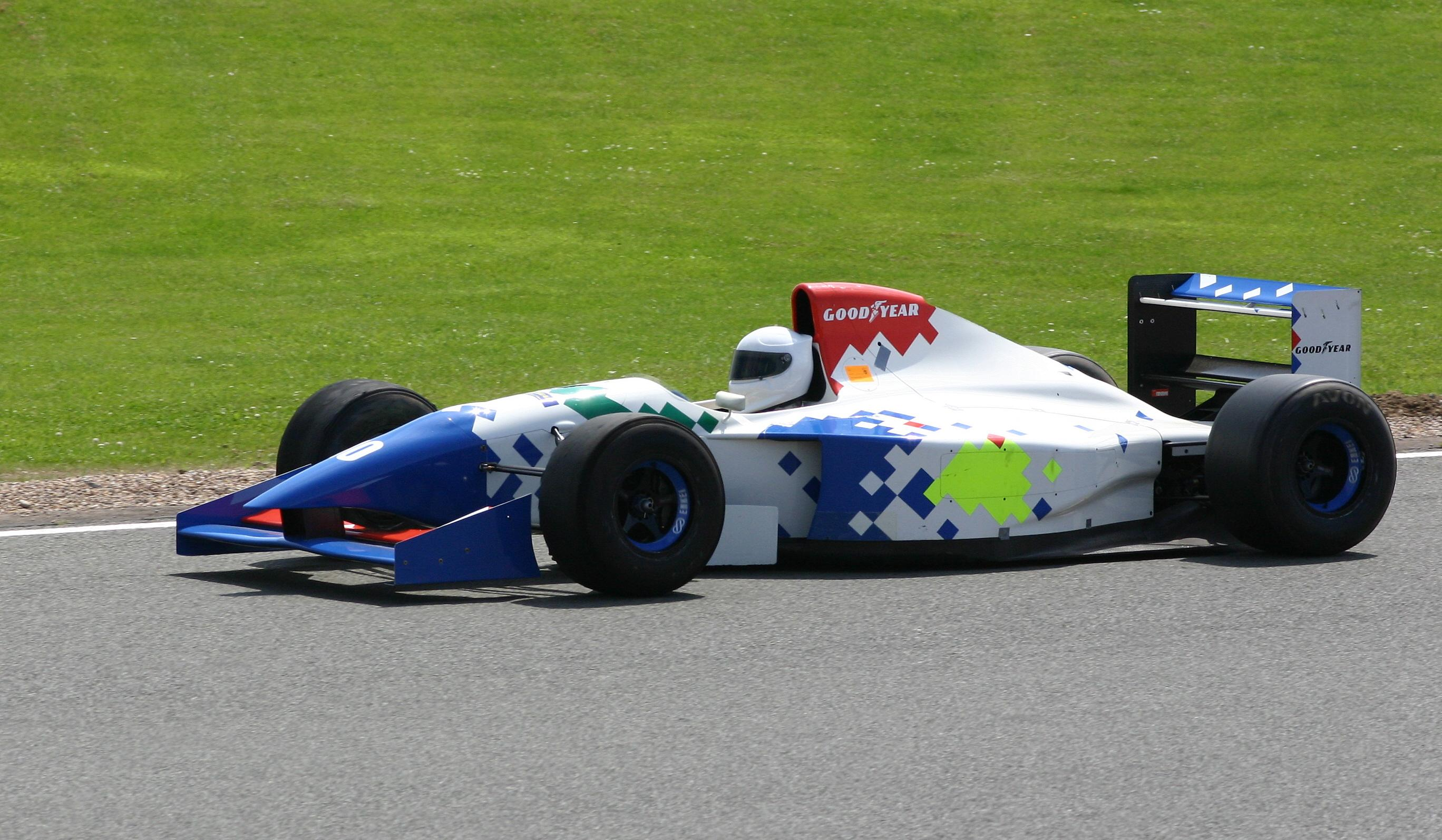
Un esemplare di FA15 al 2008 Silverstone Classic.

Per la stagione 1994 Jenkins sviluppò la FA15, vettura dalle linee pulite e spinta dal Ford HBE7/8, per i due giovani piloti Gianni Morbidelli e Christian Fittipaldi. La nuova monoposto permise dei buoni risultati, con il quarto posto di Fittipaldi al Gran Premio del Pacifico ed il podio sfumato al Gran Premio di Monaco a causa della rottura del cambio. Tuttavia all'inizio della stagione la FA14 soffriva di problemi di affidabilità; quando la scuderia stava ormai per risolverli, il cambiamento nel regolamento che seguì le morti di Roland Ratzenberger e Ayrton Senna rese vano il lavoro di sviluppo. Gli ultimi punti furono conquistati in Belgio ed in Germania, dove le due monoposto guadagnarono il quarto ed il quinto posto in una gara che vide solo otto auto tagliare il traguardo. In totale la squadra collezionò 9 punti che le valsero il nono posto in classifica. Alla fine dell'anno la squadra ricevette un duro colpo quando Fittipaldi decise di tornare negli Stati Uniti per gareggiare nella Indy Car World Series. In seguito anche Wickham decise di abbandonare il team.

### 1995

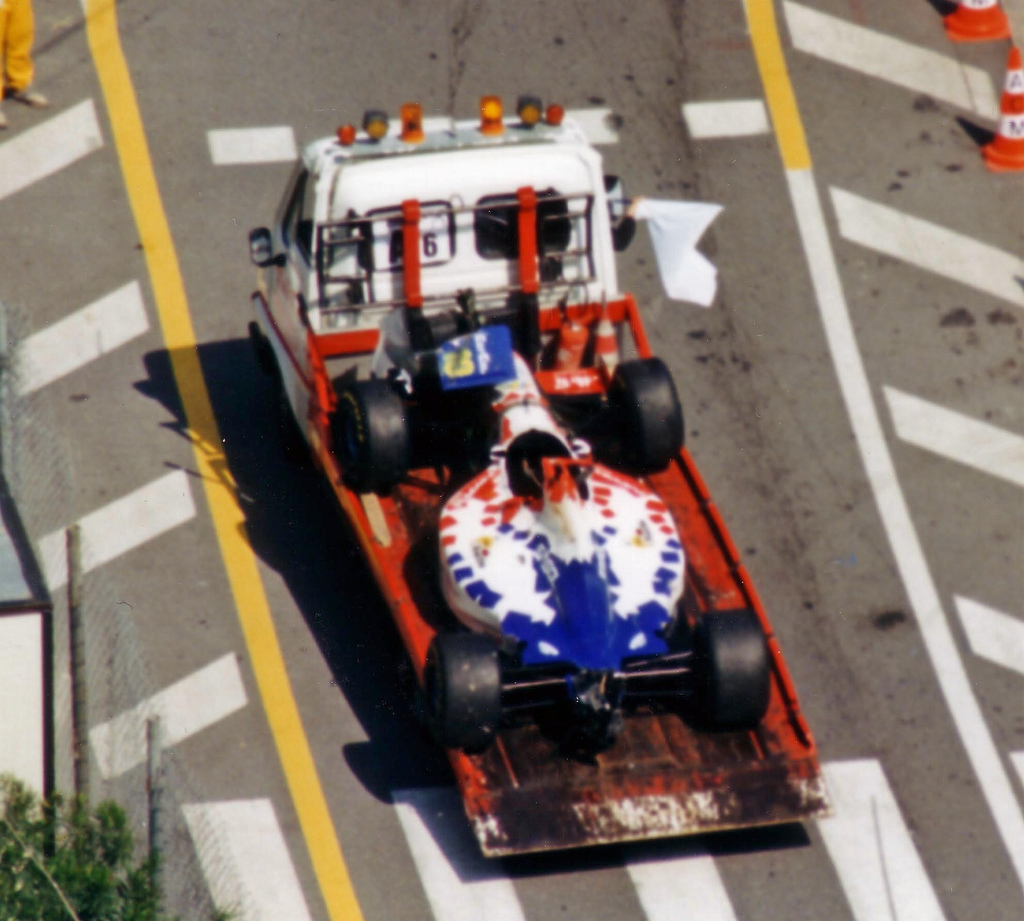
La monoposto danneggiata di Taki Inoue viene riportata ai box dopo il bizzarro incidente durante le prove del Gran Premio di Monaco 1995.

Con una situazione finanziaria ormai critica, nel 1995 la scuderia assunse il pilota pagante giapponese Taki Inoue per affiancare Morbidelli. La FA16 fu progettata come di consueto da Jenkins e disponeva di un propulsore Hart 830 V8. Le drammatiche ristrettezze finanziarie costrinsero il team a sostituire Morbidelli con Max Papis a metà stagione; tuttavia il pilota pesarese ritornò al volante della FA16 per le ultime tre gare e conquistò anche, con il terzo posto nel Gran Premio d'Australia corso ad Adelaide, quello che rimarrà il primo e unico podio della Footwork. Alla fine dell'anno, Jackie Oliver e Alan Rees ricomprarono le quote di Ohashi grazie al supporto della finanziaria Schwabische Finanz & Unternehmensberatung AG.

### 1996
Nel marzo 1996, Tom Walkinshaw acquisì il controllo del team comprando tutte le quote di Rees. In questo modo Walkinshaw arrivò a possedere il 40% delle quote, mentre il suo socio Peter Darnbrough ne comprò l'11%. A Jackie Oliver rimaneva il 49%. Il team fu rinominato TWR Arrows, anche se per tutta la stagione la scuderia continuò a chiamarsi Footwork. La stagione 1996 vide la FA17 guidata da una nuova coppia di piloti, il brasiliano Ricardo Rosset e l'olandese Jos Verstappen, che conquistò l'ultimo punto della Footwork in Formula 1 nei giri finali al Gran Premio d'Argentina. Il team terminò al nono posto nel campionato costruttori, lo stesso risultato delle stagioni 1993 e 1994.

## Risultati completi
| Anno | Vettura         | Motore                         | Gomme | Piloti    |     |    |    |     |     |     |     |     |     |     |     |     |     |     |    |    |  | Punti | Pos. |
| ---- | --------------- | ------------------------------ | ----- | --------- | --- | -- | -- | --- | --- | --- | --- | --- | --- | --- | --- | --- | --- | --- | -- | -- |  | ----- | ---- |
| 1991 | A11C FA12 FA12C | Porsche 3512 Ford Cosworth DFR | G     | Alboreto  | Rit | NQ | NQ | Rit | Rit | Rit | Rit | Rit | NQ  | NQ  | NPQ | NQ  | 15  | Rit | NQ | 13 |  | 0     | 17º  |
| 1991 | A11C FA12 FA12C | Porsche 3512 Ford Cosworth DFR | G     | Caffi     | NQ  | NQ | NQ | NQ  |     |     |     |     | NPQ | NPQ | NQ  | NPQ | NPQ | NPQ | 10 | 15 |  | 0     | 17º  |
| 1991 | A11C FA12 FA12C | Porsche 3512 Ford Cosworth DFR | G     | Johansson |     |    |    |     | Rit | NQ  | NQ  | NQ  |     |     |     |     |     |     |    |    |  | 0     | 17º  |

| Anno | Vettura | Motore              | Gomme | Piloti   |    |    |     |   |    |    |    |     |    |     |     |     |     |    |    |     |  | Punti | Pos. |
| ---- | ------- | ------------------- | ----- | -------- | -- | -- | --- | - | -- | -- | -- | --- | -- | --- | --- | --- | --- | -- | -- | --- |  | ----- | ---- |
| 1992 | FA13    | Mugen-Honda MF-351H | G     | Alboreto | 10 | 13 | 6   | 5 | 5  | 7  | 7  | 7   | 7  | 9   | 7   | Rit | 7   | 6  | 15 | Rit |  | 6     | 7º   |
| 1992 | FA13    | Mugen-Honda MF-351H | G     | Suzuki   | 8  | NQ | Rit | 7 | 10 | 11 | NQ | Rit | 12 | Rit | Rit | 9   | Rit | 10 | 8  | 8   |  | 6     | 7º   |

| Anno | Vettura    | Motore              | Gomme | Piloti  |     |     |     |     |    |     |    |    |     |     |     |     |     |     |     |    |  | Punti | Pos. |
| ---- | ---------- | ------------------- | ----- | ------- | --- | --- | --- | --- | -- | --- | -- | -- | --- | --- | --- | --- | --- | --- | --- | -- |  | ----- | ---- |
| 1993 | FA13B FA14 | Mugen-Honda MF-351H | G     | Warwick | 7   | 9   | Rit | Rit | 13 | Rit | 16 | 13 | 6   | 17  | 4   | Rit | Rit | 15  | 14  | 10 |  | 4     | 9º   |
| 1993 | FA13B FA14 | Mugen-Honda MF-351H | G     | Suzuki  | Rit | Rit | Rit | 9   | 10 | Rit | 13 | 12 | Rit | Rit | Rit | Rit | Rit | Rit | Rit | 7  |  | 4     | 9º   |

| Anno | Vettura | Motore      | Gomme | Piloti     |     |     |     |     |     |     |     |     |   |     |     |     |   |    |     |     |  | Punti | Pos. |
| ---- | ------- | ----------- | ----- | ---------- | --- | --- | --- | --- | --- | --- | --- | --- | - | --- | --- | --- | - | -- | --- | --- |  | ----- | ---- |
| 1994 | FA15    | Ford HBE7/8 | G     | Fittipaldi | Rit | 4   | 13  | Rit | Rit | SQ  | 8   | 9   | 4 | 14  | Rit | Rit | 8 | 17 | 8   | 8   |  | 9     | 9º   |
| 1994 | FA15    | Ford HBE7/8 | G     | Morbidelli | Rit | Rit | Rit | Rit | Rit | Rit | Rit | Rit | 5 | Rit | 6   | Rit | 9 | 11 | Rit | Rit |  | 9     | 9º   |

| Anno | Vettura | Motore   | Gomme | Piloti     |     |     |     |     |     |   |     |     |     |     |     |   |     |     |     |     |     | Punti | Pos. |
| ---- | ------- | -------- | ----- | ---------- | --- | --- | --- | --- | --- | - | --- | --- | --- | --- | --- | - | --- | --- | --- | --- | --- | ----- | ---- |
| 1995 | FA16    | Hart 830 | G     | Morbidelli | Rit | Rit | 13  | 11  | 9   | 6 | 14  |     |     |     |     |   |     |     | Rit | Rit | 3   | 5     | 8º   |
| 1995 | FA16    | Hart 830 | G     | Papis      |     |     |     |     |     |   |     | Rit | Rit | Rit | Rit | 7 | Rit | 12  |     |     |     | 5     | 8º   |
| 1995 | FA16    | Hart 830 | G     | Inoue      | Rit | Rit | Rit | Rit | Rit | 9 | Rit | Rit | Rit | Rit | 12  | 8 | 15  | Rit | Rit | 12  | Rit | 5     | 8º   |

| Anno | Vettura | Motore   | Gomme | Piloti     |     |     |     |     |     |     |     |     |     |     |     |     |     |     |     |    |  | Punti | Pos. |
| ---- | ------- | -------- | ----- | ---------- | --- | --- | --- | --- | --- | --- | --- | --- | --- | --- | --- | --- | --- | --- | --- | -- |  | ----- | ---- |
| 1996 | FA17    | Hart 830 | G     | Rosset     | 9   | Rit | Rit | 11  | Rit | Rit | Rit | Rit | 11  | Rit | 11  | 8   | 9   | Rit | 14  | 13 |  | 1     | 9º   |
| 1996 | FA17    | Hart 830 | G     | Verstappen | Rit | Rit | 6   | Rit | Rit | Rit | Rit | Rit | Rit | 10  | Rit | Rit | Rit | 8   | Rit | 11 |  | 1     | 9º   |

| Legenda | 1º posto     | 2º posto | 3º posto    | A punti         | Senza punti/Non class.  | Grassetto – Pole position Corsivo – Giro più veloce |
| Legenda | Squalificato | Ritirato | Non partito | Non qualificato | Solo prove/Terzo pilota | Grassetto – Pole position Corsivo – Giro più veloce |

## Principali piloti
- Aguri Suzuki (1992-1993): 30 GP
- Gianni Morbidelli (1994-1995): 26 GP
- Michele Alboreto (1991-1992): 25 GP
- Taki Inoue (1995): 17 GP
- Christian Fittipaldi (1994): 16 GP
- Derek Warwick (1993): 16 GP
- Jos Verstappen (1996): 16 GP
- Ricardo Rosset (1996): 16 GP